# Enric Duran
Enric Duran i Giralt (Vilanova i la Geltrú, 23 avril 1976), connu également comme le « Robin des Banques » en allusion directe à Robin des Bois, est un militant anticapitaliste catalan qui prône la décroissance. Il est membre des collectifs Temps de re-voltes et Infoespai. Il est également cofondateur de la Cooperativa Integral Catalana (es), réseau de coopératives de production et de maisons communautaires.

## Biographie
Le 17 septembre 2008, deux jours après la chute de Lehman Brothers, il annonce publiquement avoir escroqué 492 000 euros à différentes institutions financières dans le but de dénoncer le système capitaliste qualifié de « prédateur » et de financer différents mouvements sociaux anticapitalistes et alternatifs. Parmi les projets financés se trouve la publication et la diffusion en Catalogne du journal gratuit Crisi à hauteur de 200 000 exemplaires. Dans cette publication sont soulevées différentes questions n'apparaissant pas dans les médias de masses, comme la problématique du Pic pétrolier, celle de la création d'argent à partir de la dette et des liens entre les grandes banques et les principaux partis politiques et médias.
Il est arrêté le 16 mars 2009 lors d'une conférence de presse présentant la publication gratuite de la brochure Podem (« nous pouvons » en catalan) à l'Université de Barcelone. Libéré quelques mois plus tard, il se lance dans une nouvelle campagne pour créer un « point d'inflexion » au capitalisme au moyen d'une grève des utilisateurs de banque et l'organisation d'une journée d'action le 17 septembre 2009 où sont proposées différentes initiatives pratiques pour vivre hors du système capitaliste. Une autre revue intitulée Nous Voulons (vivre sans capitalisme) est rédigée collectivement et distribuée gratuitement.
Depuis 2013, Enric Duran évite de trop se montrer, car il est recherché par la justice dans le cadre d’une  affaire « d’expropriation militante » : il aurait emprunté près de 500 000 euros auprès de différentes banques pour en faire cadeau à des associations militantes.
Enric Duran promeut la création de « coopératives intégrales » permettant au moyen d'une monnaie locale de fournir du travail autogéré (auto-emploi) à des personnes au chômage ou insolvables,.
En juin 2024, il est mis en examen et placé en détention provisoire en France dans une affaire de blanchiment de cryptomonnaies. Il est soupçonné d’avoir participé, d’août 2021 à juin 2024, à une escroquerie en bande organisée en échangeant des cryptomonnaies contre des euros. Selon son avocate, M. Duran s’est spécialisé depuis plusieurs années dans la conversion de devises nationales en cryptomonnaies pour proposer une alternative au monopole des banques.